# خشخاش کالیفرنیایی
خشخاش کالیفرنیایی (انگلیسی: Eschscholzia californica) یک گونه (زیست‌شناسی) گیاه گیاهان گل‌دار در خانواده (زیست‌شناسی) شقایقیان، گونه بومی ایالات متحده و مکزیک است. این گیاه به‌عنوان یک گیاه زینتی است که در تابستان (بهار در جنوب استرالیا) گل می‌دهد، با گل‌های فنجانی شکل در سایه‌های درخشان قرمز، نارنجی و زرد (گاهی صورتی و سفید) کشت می‌شود. به عنوان غذا یا چاشنی نیز استفاده می‌شود. این گل رسمی گل ایالتی کالیفرنیا در سال ۱۹۰۳ شد.